# Яблунівське лісництво
Яблуні́вське лісництво — структурний підрозділ Лисянського лісового господарства Черкаського обласного управління лісового та мисливського господарства.
Офіс знаходиться в селі Яблунівка Лисянського району Черкаської області.

## Лісовий фонд
Лісництво охоплює ліси західної частини Лисянського району та невелику частину в центральній частині півночі Звенигородського району. Загальна площа лісництва — 2420,1 га.
Сюди входить:
- урочище Демурине, урочище Чабанське, урочище Дулецьке, Таранівський ліс.

## Об'єкти природно-заповідного фонду
У віданні лісництва не перебувають об'єкти природно-заповідного фонду.